# Mosze Gonczarok
Mosze Gonczarok (ros. Моше Гончарок, jid. משה גאָנטשאַראָק), właśc. Michaił Gonczarok (ros. Михаил Гончарок, ur. 1962 w Leningradzie) – izraelski historyk żydowskiego ruchu anarchistycznego, prozaik i publicysta.
Urodził się w 1962 roku w Leningradzie (obecnie Petersburg). W 1984 roku ukończył fakultet historii w leningradzkim Uniwersytecie im. Aleksandra Hercena. W latach 1979–1984 współtworzył w Petersburgu grupę anarchistyczną Czornyj Pieriedieł 2, tam też uczestniczył w ruchu żydowskim. Od 1990 roku mieszka w Izraelu, w Jerozolimie. Jest pracownikiem naukowym Centralnego Archiwum Syjonistycznego w Jerozolimie.
Jest autorem kilku monografii żydowskiego ruchu anarchistycznego w Rosji, m.in. Wiek wolności. Rosyjski anarchizm i Żydzi, czy Popiół naszych ognisk. Szkice z historii żydowskiego ruchu anarchistycznego (Jidysz anarchizm) oraz tomiku prozy Wspomnienia marginała. Po napisaniu tego ostatniego jeszcze w tym samym roku został przyjęty do Stowarzyszenia Rosyjskojęzycznych Pisarzy Izraela, a rok później do Międzynarodowej Federacji Pisarzy Rosyjskich.
Pisze po rosyjsku, w jidysz i po hebrajsku.